# Фастівці (зупинний пункт)
Фастівці — пасажирський залізничний зупинний пункт Полтавської дирекції Південної залізниці. Код ЕСР: 429318. Код Экспресс-3/UIC: 2204804
Розташований на лінії Курінь — Прилуки між роз'їздами Варварівський (8 км) та Більмачівка (5 км). Знаходиться у селі Фастівці Бахмацького району Чернігівської області.
Точна дата відкриття не встановлена. Відбулося це між 1962 та 1986 роками.
Станом на березень 2020 року щодня три пари дизель-потягів прямують за напрямком Бахмач-Пасажирський/Варварівський — Прилуки.
До 28 липня 2023 року - 684 км.